# Минтон Беддоуз, Зэнни
Сьюзен Джин Элизабет «Зэнни» Минтон Беддоуз (родилась в июле 1967 года) — британская журналистка. Является главным редактором журнала The Economist и первой женщиной на этом посту. Начала работать в журнале в 1994 году в качестве корреспондента по развивающимся рынкам.
2 февраля 2015 года стала главным редактором журнала The Economist и первой женщиной на этой должности. Входит в совет директоров The Economist Group.

## Личная жизнь
Старшая дочь бывшего офицера британской армии и его жены немецкого происхождения. При рождении — Сьюзен Джин Элизабет Минтон Беддоус. Позже получила прозвище Зэнни. Замужем за британским журналистом и писателем Себастьяном Маллаби. У них четверо детей.